# Almost in Love
Almost in Love (с англ. — «Почти влюблён») — альбом-сборник американского певца Элвиса Пресли, вышедший в 1970 году.

## Об альбоме
В диск вошли песни из последних кинофильмов Пресли, а также сингл «U.S. Male», — ни одна из песен ранее не была выпущена на долгоиграющей пластинке. В рамках этой концепции ранее был выпущен сборник «Let's Be Friends». Альбом занял 65-е место в американском хит-параде.

## Список композиций
1. Almost in Love
2. Long Legged Girl (With the Short Dress On)
3. Edge of Reality
4. My Little Friend
5. A Little Less Conversation
6. Rubberneckin'
7. Clean up Your Own Backyard
8. U.S. Male
9. Charro!
10. Stay Away Joe